# 서귀포시의 국회의원

## 행정구역 변천
- 1945년 8월 15일 전라남도 제주도
- 1946년 8월 1일 제주도 남제주군
- 1981년 7월 1일 남제주군 서귀읍·중문면을 통합하여 서귀포시로 승격
- 2006년 7월 1일 제주특별자치도 출범, 서귀포시와 남제주군을 서귀포시로 통합

## 서귀포시의 역대 국회의원 일람
| 대수         | 이름           | 소속정당     | 임기                              | 선거구역                                                                  | 개표결과 |
| ------------ | -------------- | ------------ | --------------------------------- | ------------------------------------------------------------------------- | -------- |
| 제헌         | 오용국(吳龍國) | 무소속       | 1948년 5월 31일~1950년 5월 30일   | 남제주군: 남제주군 일원                                                   | 보기     |
| 제2대        | 강경옥(康慶玉) | 무소속       | 1950년 5월 31일~1954년 5월 30일   | 남제주군: 남제주군 일원                                                   |          |
| 제3대        | 강경옥(康慶玉) | 자유당       | 1954년 5월 31일 - 1958년 5월 30일 | 남제주군: 남제주군 일원                                                   |          |
| 제4대        | 현오봉(玄梧鳳) | 무소속       | 1958년 5월 31일~1960년 7월 28일   | 남제주군: 남제주군 일원                                                   |          |
| 제5대 민의원 | 김성숙(金成淑) | 한국사회당   | 1960년 7월 29일~1961년 5월 16일   | 남제주군: 남제주군 일원                                                   |          |
| 제6대        | 현오봉(玄梧鳳) | 민주공화당   | 1963년 12월 17일~1967년 6월 30일  | 남제주군: 남제주군 일원                                                   |          |
| 제7대        | 현오봉(玄梧鳳) | 민주공화당   | 1967년 7월 1일~1971년 6월 30일    | 남제주군: 남제주군 일원                                                   |          |
| 제8대        | 현오봉(玄梧鳳) | 민주공화당   | 1971년 7월 1일~1972년 10월 17일   | 남제주군: 남제주군 일원                                                   |          |
| 제9대        | 홍병철(洪炳喆) | 민주공화당   | 1973년 3월 12일~1979년 3월 11일   | 제주시·북제주군·남제주군: 제주시·북제주군·남제주군 일원                   |          |
| 제9대        | 양정규(梁正圭) | 무소속       | 1973년 3월 12일~1979년 3월 11일   | 제주시·북제주군·남제주군: 제주시·북제주군·남제주군 일원                   |          |
| 제10대       | 현오봉(玄梧鳳) | 민주공화당   | 1979년 3월 12일~1980년 8월 27일   | 제주시·북제주군·남제주군: 제주시·북제주군·남제주군 일원                   |          |
| 제10대       | 변정일(邊精一) | 무소속       | 1979년 3월 12일~1980년 10월 27일  | 제주시·북제주군·남제주군: 제주시·북제주군·남제주군 일원                   |          |
| 제11대       | 강보성(姜普性) | 민주정의당   | 1981년 4월 11일~1985년 4월 10일   | 제주시·북제주군·남제주군: 제주시·북제주군·남제주군 일원                   |          |
| 제11대       | 현경대(玄敬大) | 무소속       | 1981년 4월 11일~1985년 4월 10일   | 제주시·북제주군·남제주군: 제주시·북제주군·남제주군 일원                   |          |
| 제12대       | 현경대(玄敬大) | 민주정의당   | 1985년 4월 11일~1988년 5월 29일   | 제주시·서귀포시·북제주군·남제주군: 제주시·서귀포시·북제주군·남제주군 일원 |          |
| 제12대       | 양정규(梁正圭) | 무소속       | 1985년 4월 11일~1988년 5월 29일   | 제주시·서귀포시·북제주군·남제주군: 제주시·서귀포시·북제주군·남제주군 일원 |          |
| 제13대       | 강보성(姜普性) | 통일민주당   | 1988년 5월 30일~1992년 5월 29일   | 서귀포시·남제주군 일원                                                    |          |
| 제14대       | 변정일(邊精一) | 무소속       | 1992년 5월 30일~1996년 5월 29일   | 서귀포시·남제주군 일원                                                    |          |
| 제15대       | 변정일(邊精一) | 신한국당     | 1996년 5월 30일~2000년 5월 29일   | 서귀포시·남제주군 일원                                                    |          |
| 제16대       | 고진부(高珍富) | 새천년민주당 | 2000년 5월 30일~2004년 5월 29일   | 서귀포시·남제주군 일원                                                    |          |
| 제17대       | 김재윤(金才允) | 열린우리당   | 2004년 5월 30일~2008년 5월 29일   | 서귀포시·남제주군 일원                                                    |          |
| 제18대       | 김재윤(金才允) | 통합민주당   | 2008년 5월 30일~2012년 5월 29일   | 서귀포시 일원                                                             |          |
| 제19대       | 김재윤(金才允) | 민주통합당   | 2012년 5월 30일~2015년 11월 12일  | 서귀포시 일원                                                             |          |
| 제20대       | 위성곤(魏聖坤) | 더불어민주당 | 2016년 5월 30일~2020년 5월 29일   | 서귀포시 일원                                                             |          |
| 제21대       | 위성곤(魏聖坤) | 더불어민주당 | 2020년 5월 30일~2024년 5월 29일   | 서귀포시 일원                                                             |          |
| 제22대       | 위성곤(魏聖坤) | 더불어민주당 | 2024년 5월 30일~                  | 서귀포시 일원                                                             |          |

## 같이 보기
- 제주시의 국회의원
- 남제주군의 국회의원
- 서귀포시·남제주군
- 서귀포시 (선거구)